# Alan's Psychedelic Breakfast
«Alan's Psychedelic Breakfast» (en español: «El Desayuno Psicodélico de Alan») es una canción instrumental de tres partes de Pink Floyd del álbum Atom Heart Mother. Fue escrita principalmente por el baterista Nick Mason, pero fue acreditada a toda la banda. Incluye a la banda tocando de fondo mientras Alan Styles (un técnico/roadie de la banda), quién aparece en la tapa de Ummagumma habla del desayuno que está preparando y comiendo, así como de otros desayunos que comió en el pasado. Hay quiebres significativos antes de la primera y entre las tres partes instrumentales donde solo se escuchan los murmullos y movimientos de Alan, entre algún que otro sonido externo. Gran parte del discurso de Alan está disperso y hecho eco; por ejemplo "Macrobiotic stuff" se repite durante varios segundos con cada vez menos volumen. Fue tocada en vivo tres veces en el Reino Unido durante el invierno de 1970.

## Secciones

### Rise and Shine
Rise and Shine (Levántate Y Brilla) consiste en dos pianos, bajo, guitarra de metal, batería, y un órgano Hammond C-3 integrado por un amplificador/altavoz usado para crear efectos de sonido especiales usando el efecto Doppler.

### Sunny Side Up
Sunny Side Up (Huevo Frito) fue compuesta y tocada enteramente por Gilmour en dos guitarras acústicas y una eléctrica.

### Morning Glory
Morning Glory (Hermosa Mañana) fue tocada por la banda completa, aunque el instrumento predominante es el piano de Rick Wright que fue agregado en tres canales diferentes (en el izquierdo, en el central, y en el derecho). La sección también incluye un bajo, guitarra eléctrica, batería de doble seguimiento automático y órgano Hammond prominentes. En el final luego de decir "Well, my head's a blank" ("Bueno, mi cabeza está en blanco"), Alan agarra las llaves de su auto y se dirige hacia la puerta. Débilmente, se puede escuchar un auto arrancando y alejándose.

## Personal
- David Gilmour - guitarra, bajo, batería.[2]
- Roger Waters - efectos de cinta, encolado de cinta, bajo.
- Richard Wright - piano, órgano.
- Nick Mason - batería, percusión, edición de cinta, encolado de cinta, ingeniería adicional.
- Alan Styles - voz, efectos de sonido.